# Кам'янська волость (Слов'яносербський повіт)
Кам'янська волость — історична адміністративно-територіальна одиниця Слов'яносербського повіту Катеринославської губернії.
Станом на 1886 рік складалася з 4 поселень, 4 сільських громад. Населення — 1755 осіб (868 чоловічої статі та 887 — жіночої), 234 дворових господарства.
|                     | Площа, десятин | У тому числі орної, дес. |
| ------------------- | -------------- | ------------------------ |
| Сільських громад    | 1964           | 595                      |
| Приватної власності | 6154           | 3120                     |
| Іншої власності     | 120            | 85                       |
| Загалом             | 8238           | 3800                     |

Найбільші поселення волості:
- Кам'янка — колишнє власницьке село при річці Кам'янка за 54 версти від повітового міста, 553 особи, 80 дворів, православна церква, лавка.
- Македонівка — колишнє власницьке село при річці Кам'янка, 534 особи, 76 дворів, лавка.
- Шовкова Протока — колишнє власницьке сільце при річці Луганчик, 486 особи, 64 дворів, щорічний ярмарок.

За даними на 1908 рік територію волості було приєднано до Першозванівської волості.